# (2,4,6-三甲苯)金
(2,4,6-三甲苯)金（英語：(2,4,6-Trimethylphenyl)gold）是一種特殊的含金有機化合物，其中芳基碳作為二個金原子之間的橋接配體。(2,4,6-三甲苯)金可以用氯羰基金(I) Au(CO)Cl和均三甲苯基的格氏试剂反應而成，結晶時為環狀的五聚體。